# نیروهای دفاع ملی سوریه
نیروهای دفاع ملی (NDF; عربی: قوات الدفاع الوطني‎) نیروی شبه‌نظامی متشکل از داوطلبان نظامی‌نما در سوریه بود که در ۱ نوامبر ۲۰۱۲ تشکیل شد و توسط سوریه بعثی در طول جنگ داخلی سوریه به عنوان نیروی ذخیره داوطلب پاره‌وقت در نیروهای مسلح عربی سوریه، مورد استفاده قرار گرفت.